# Ottorino Zanon
Ottorino Zanon (Vicenza, 9 agosto 1915 – Brescia, 14 settembre 1972) è stato un presbitero italiano, fondatore della Pia Società di San Gaetano.

## Biografia
Di famiglia umile, padre muratore e madre casalinga, si trasferiscono a Quinto Vicentino. Entra in seminario nel 1927.
Le difficoltà economiche e la malattia della mamma mettono a dura prova la vita familiare, ma nel 1928 durante il pellegrinaggio a Lourdes la madre guarisce miracolosamente e questa esperienza lo confermano nella scelta di farsi sacerdote.
Viene ordinato prete il 26 maggio 1940 ed inviato nella parrocchia cittadina di Araceli; colpito dalla povertà nella quale vivevano tante famiglie nella zona denominata "Le Baracche", comincia a raccogliere i ragazzi nel sottopalco del teatro. L'esperienza crebbe e molti furono i ragazzi che si presentavano per aver sostegno. Sarà da questa prima esperienza che nascerà l'Istituto San Gaetano per la formazione professionale e la Casa dell'Immacolata per la formazione dei futuri diaconi e missionari, in via stradella Mora a Vicenza.
Durante gli anni della guerra l'Istituto in città era oramai considerato un orfanotrofio, e don Ottorino collabora con Michele Carlotto e si presta in modo che l'istituto sia un rifugio sicuro per gli ebrei e ricercati che cercavano scampo alla ricerca nazista.

## Il diaconato
Con il passare degli anni comincia a delinearsi lo spirito e la missione della nuova Famiglia religiosa, il suo impegno è la ricerca costante di poche idee fondamentali, che permettano di far crescere la figura dell'apostolo. 
(diario di don Ottorino)
Il suo sogno di diaconato permanente, viene esaudito alla fine del Concilio Vaticano II nel 1968; la congregazione assume così la sua forma definitiva.

## L'esperienza missionaria e formazione professionale
Dal 1960 la congregazione oltre all'impegno originario, comincia a preoccuparsi anche di inviare missionari, nei paesi del terzo mondo, Brasile, Guatemala, Argentina.
Il piccolo istituto diventò con gli anni l'Istituto di avviamento professionale San Gaetano, molti i ragazzi che pur non avendo le possibilità economiche, riuscirono a crearsi un futuro.

## Approvazione vaticana
Il 14 settembre 1972, durante un viaggio moriva in un incidente stradale nei pressi di Brescia, ma l'esperienza continuò attraverso i suoi confratelli; il 24 maggio 1991, papa Giovanni Paolo II, approva la regola della congregazione.
(diario di don Ottorino)

## Riconoscimenti
Per i suoi meriti la città di Vicenza gli ha assegnato una medaglia d'oro, è sepolto nel Famedio cittadino.